# Епізоди телесеріалу «Комісар Рекс» (одинадцятий сезон)
| № | Оригінальна назва | Українська назва  | Дата показу    |
| - | ----------------- | ----------------- | -------------- |
| 1 | L'incontro        | Зустріч           | 29 січня 2008  |
| 2 | Calibro 7.65      | Калібр 7,65       | 29 січня 2008  |
| 3 | Ombre cinesi      | Китайські тіні    | 5 лютого 2008  |
| 4 | Impara l'arte     | Урок мистецтва    | 5 лютого 2008  |
| 5 | Non è tutt'oro    | Не все золото     | 12 лютого 2008 |
| 6 | Mamma chioccia    | Материнська любов | 12 лютого 2008 |
| 7 | In vino veritas   | Істина в вині     | 19 лютого 2008 |
| 8 | Lontano da qui    | Далеко звідси     | 19 лютого 2008 |

## Зустріч
- Режисер: Марко Серафіні
- Сценаристи: Стефано П'яні, Фабріціо Честаро

У Відні сталася серія загадкових убивств: вбита банда злодіїв, що промишляли крадіжкою коштовностей. Розслідуючи злочин, віденська поліція приходить до висновку, що справа якось пов'язана з вбивствами в Італії, і залучає до співпраці італійських колег. Інспектор римської поліції Фаббрі дізнається, що для подальшого розслідування на допомогу до нього прибув новий напарник - комісар Рекс.

## Калібр 7,65
- Режисер: Марко Серафіні
- Сценаристи: Стефано П'яні, Фабріціо Честаро

Розслідуючи вбивство в Римі, Фаббрі з подивом дізнається, що вбитий був застрелений з тієї ж зброї, що й жертви попередньої справи. Він зв'язується з інспектором Хедль з Віденської поліції: прибувши в Рим, та несподівано закохується в заможного італійського бізнесмена Полідорі. Поступово, вона розуміє, що її шанувальник замішаний в обох злочинах - тепер її життя в небезпеці, і врятувати її може тільки Рекс.

## Китайські тіні
- Режисер: Марко Серафіні
- Сценаристи: Стефано П'яні, Фабріціо Честаро, Алессандра Аччай

## Урок мистецтва
- Режисер: Марко Серафіні
- Сценаристи: Стефано П'яні, Джуліо Кальвані, Фабріціо Честаро

На вулицях Рима знову неспокійно: жорстоко вбито відомого критика Курта Кастро. Відбитки пальців вказують на Мірко Бертоліні, розсильного. Але чим далі заходить слідство, тим зрозуміліше, що Бертоліні не єдиний підозрюваний: у колишньої дружини Кастро, Глорії, був дуже серйозний мотив для вбивства.

## Не все золото
- Режисер: Марко Серафіні
- Сценаристи: Стефано П'яні, Фабріціо Честаро, Федеріко Фавот

Коли Тереза повідомляє своєму коханцеві Франко про те, що вагітна, той вмовляє її зробити аборт. Але Тереза хоче зберегти дитину і загрожує розповісти про неї дружині Франко. Вони сильно сваряться, і Франко випадково вбиває її. Почавши розслідування, Фаббрі і Рекс розуміють, що, незважаючи на очевидні докази, прямих доказів провини Франко немає.

## Материнська любов
- Режисер: Марко Серафіні
- Сценаристи: Стефано П'яні, Джуліо Кальвані, Фабріціо Честаро

У парку знайдено маленького хлопчика без свідомості: його побили, і з голови у нього йде кров. Поліція з'ясовує, що хлопчика поранили в іншому місці, а потім перетягнули в парк. Увагу судмедексперта Каті Мартеллі привертає одна деталь.

## Істина в вині
- Режисер: Марко Серафіні
- Сценаристи: Стефано П'яні, Фабріціо Честаро, Алессандра Аччіаі

Фаббрі і Рекс розслідують черговий злочин: вбито власника ресторану, а з самого ресторану зникла партія дорогого вина. У Лоренцо почався роман з Катею, чому дуже не радий Рекс - він ігнорує напарника і воліє спілкуватися з Моріні.

## Далеко звідси
- Режисер: Марко Серафіні
- Сценаристи: Стефано П'яні, Фабріціо Честаро, Федеріко Фавот

Доньку магната Барбару Лоріа викрадають люди в масках. Охоронець Барбари Ріккардо Муцці намагається врятувати її, але отримує кулю від викрадачів і гине. Ріккардо - давній друг Фаббрі, і Лоренцо просто не може залишатися осторонь.